# Meixnerita
La meixnerita és un mineral de la classe dels òxids, que pertany al grup de la hidrotalcita. Anomenada així en honor de Heinrich Hermann Meixner, mineralogista austríac de la Universitat de Salzburg.

## Característiques
La meixnerita és un òxid de fórmula química Mg₆Al₂(OH)16(OH)₂·4H₂O. Cristal·litza en el sistema trigonal. La seva duresa a l'escala de Mohs és 2.
Segons la classificació de Nickel-Strunz, la meixnerita pertany a «04.FL: Hidròxids (sense V o U), amb H2O+-(OH); làmines d'octaedres que comparetixen angles» juntament amb els següents minerals: trebeurdenita, woodallita, jamborita, iowaïta, fougerita, hidrocalumita, kuzelita, aurorita, calcofanita, ernienickelita, jianshuiïta, woodruffita, asbolana, buserita, rancieïta, takanelita, birnessita, cianciul·liïta, jensenita, leisingita, akdalaïta, cafetita, mourita i deloryita.

## Formació i jaciments
Es forma com a mineral secundari en serpentinita. S'ha descrit a Àustria, Alemanya, Grècia i Rússia.